# Atletisme als Jocs Olímpics d'estiu de 1900 - salt d'alçada aturat masculí
El salt d'alçada aturat masculí va ser una de les proves d'atletisme que es va dur a terme als Jocs Olímpics de París de 1900. El salt d'alçada aturat es va disputar el 16 de juliol de 1900 i hi prengueren part tres atletes, tots ells dels Estats Units.

## Medallistes
| Or       | Plata         | Bronze        |
| Ray Ewry | Irving Baxter | Lewis Sheldon |

## Rècords
Aquests eren els rècords del món i olímpic que hi havia abans de la celebració dels Jocs Olímpics de 1900.
| Rècord del Món | ?          |
| Rècord Olímpic | inexistent |

Ray Ewry va establir el primer Rècord Olímpic d'aquesta prova amb 1,655 metres.

## Resultats
| Posició | Atleta        | Alçada     |
| ------- | ------------- | ---------- |
| Or      | Ray Ewry      | 1,655 m WR |
| Plata   | Irving Baxter | 1,525 m    |
| Bronze  | Lewis Sheldon | 1,500 m    |

Ewry guanyà la medalla d'or sense excesives dificultats, establint un nou rècord mundial per dues vegades. Primer va saltar 1,63 metres i poc després 1,655 metres.